# Суфражеткиња (филм)
Суфражеткиња (енгл. Suffragette) је британска историјска драма из 2015. године редитељке Саре Гаврон снимљена по сценарију Ејби Морган у којој глуме Кери Малиган, Хелена Бонам Картер, Ен-Мари Даф, Бен Вишо, Брендан Глисон и Мерил Стрип.

## Главне улоге
| Глумац              | Улога            |
| ------------------- | ---------------- |
| Кери Малиган        | Мод Вотс         |
| Хелена Бонам Картер | Идит Елин        |
| Мерил Стрип         | Емелин Панкхерст |
| Натали Прес         | Емили Дејвисон   |
| Ен-Мари Даф         | Вајолет Милер    |
| Ромола Гари         | Алис Хотон       |
| Бен Вишо            | Сони Вотс        |
| Брендан Глисон      | Стид             |
| Самјуел Вест        | Бенедикт         |
| Адријан Шилер       | Дејвид Лојд Џорџ |